# Funningsfjørður
Funningsfjørður (IPA: [ˈfʊnːɪŋgsˌfjøːɹʊɹ], (danska: Fundingsfjord) är en småort] på Färöarna, belägen i kommunen Runavík på östkusten av ön Eysturoy. Före 1 januari 2005 tillhörde Funningsfjørður Elduvíks kommun. Här bodde 58 invånare 2015.
Orten grundades år 1812 och ligger vid fjorden med samma namn. Mellan 1902 och 1913 fanns här en valfångststation.

## Befolkningsutveckling
| Befolkningsutvecklingen i Funningsfjørður 1985–2015 | Befolkningsutvecklingen i Funningsfjørður 1985–2015 | Befolkningsutvecklingen i Funningsfjørður 1985–2015 | Befolkningsutvecklingen i Funningsfjørður 1985–2015 | Befolkningsutvecklingen i Funningsfjørður 1985–2015 |
| --------------------------------------------------- | --------------------------------------------------- | --------------------------------------------------- | --------------------------------------------------- | --------------------------------------------------- |
|                                                     |                                                     |                                                     |                                                     |                                                     |
| År                                                  |                                                     |                                                     | Folkmängd                                           |                                                     |
| 1985                                                | 1985                                                |                                                     | 92                                                  |                                                     |
| 1990                                                | 1990                                                |                                                     | 81                                                  |                                                     |
| 1995                                                | 1995                                                |                                                     | 49                                                  |                                                     |
| 2000                                                | 2000                                                |                                                     | 77                                                  |                                                     |
| 2005                                                | 2005                                                |                                                     | 65                                                  |                                                     |
| 2010                                                | 2010                                                |                                                     | 56                                                  |                                                     |
| 2015                                                | 2015                                                |                                                     | 58                                                  |                                                     |
|                                                     |                                                     |                                                     |                                                     |                                                     |